# 林勇 (声優)
林 勇（はやし ゆう、1983年4月2日 - ）は、日本の男性声優、歌手。神奈川県座間市出身。賢プロダクション所属。

## 経歴・活動
父親が宝くじで500万円を当てたことがきっかけで、5歳で劇団ひまわりに所属。子役としてテレビドラマやCMに出演した他、その頃から洋画吹き替えに多数出演している。
子役時代は芸能活動をしながら学校に通い、小学生の時はサッカーのクラブチームに所属していた。中学校ではバスケットボール部の活動に集中するために芸能活動を休止。英語の成績が良かったため国際教養コースがある高校に進学し、高校2年生の時に再び活動を再開した。
在学中、進路に悩んだときに芝居以外での自分の強みは歌だと思い、当時のマネージャーの助言もあり、日本工学院専門学校の当時のコンピューターミュージック科に進学。音楽を総合的に学び、独学でピアノを始めるなどして作曲をするようにもなった。
卒業後、声優の仕事をしながら専門学校の友人らとユニットを組み、デビューを夢見てライブハウスなどで活動していたが相方が帰郷することとなり23歳の時に解散。その後作編曲ができるこおろぎ(興梠俊一)とカナデモノというユニット名で活動。オリジナル曲やMVを制作した。
その後、活動の幅や自身の年齢を鑑みて20代半ばで現在の賢プロダクションに移籍。30歳の時に『ハイキュー!!』の田中龍之介役を射止め、それまで洋画の吹き替えメインだったが、アニメの仕事も徐々に増えていった。
また、同年の2013年、共通の知り合いである水谷広実の紹介で太田雅友と知り合い、ユニット「SCREEN mode」を結成。テレビアニメ『ぎんぎつね』エンディングテーマ「月光STORY」でLantisよりデビュー。このことから声優としても歌手としても30歳は大きなターニングポイントの年であったと後に語っている。ユニットとしては『文豪ストレイドッグス』や『ウルトラマンデッカー』など多くのアニメ主題歌を担当。
スタジオミュージシャンとしても活動しており、King&Princeの楽曲などにコーラスで参加している。
2019年にYouTubeで公開された「ウッディー・ウッドペッカー」でウッディー・ウッドペッカーの吹き替えを担当した。当初は原語版と同じように、声を加工する予定だったが自身の肉声を残してくれたと自身のXで語った。
テレビアニメ『東京リベンジャーズ』にマイキー役として出演したことをきっかけに地上波のテレビ番組にも出演。TBS系『生放送で満点出せるか100点カラオケ音楽祭』にて秦基博の「ひまわりの約束」で100点を取り、100万円を獲得した。これを機にカラオケの仕事が増え、テレビ東京系「THEカラオケ★バトル」芸能人歌の異種格闘技戦 春の陣ではMr.childrenの「抱きしめたい…」で優勝、その後番組ナレーションも担当することとなった。
2020年6月頃からYouTubeにて 林勇Tube!!チャンネルを開設し、歌ってみた動画や声優らしからぬ体当たりな企画などに挑戦している。当初はゲーム実況がメインだったが、これではダメだと自ら奮起し、コラボや実写企画などに積極的に取り組み初年度に生配信で掲げたチャンネル登録者数の目標を達成した。撮影は友人、内容は自身で企画し、多忙な時以外は自ら編集も行っている。
2022年の39歳の時に自身初となる書籍「林勇フォトエッセイ　素【SU】」を出版。
2024年、Netflixで配信された「ウッディー・ウッドペッカー・サマーキャンプ」で5年ぶりにウッディーの声を担当した。こちらではウッディーのトレードマークである笑い声も林自身が担当した。
2024年10月29日、Xにて一般女性と結婚したことを報告。

## 人物・交友
声種はテノール。少年声を持つ。
高校時代は部活に入らず日焼けサロンで肌を焼き、パーマをかけパラパラを踊る所謂ギャル男だった。ただし本人曰く「不良ではなく一種のスタイルでやっていた」とのこと。在学中に染髪をした際には、母親に泣かれ翌日に黒染めするという素直で親思いな一面もある。アルバイトはカラオケ、中華料理店の出前など。
喜怒哀楽の怒が極端に少なく滅多に怒らないが、実家の猫に自室のベッドで粗相をされた時は流石に怒った。このことから猫が苦手だが、犬か猫なら猫が好きらしい。なお実家には猫が7匹いた。
兄弟は8歳年上の双子の姉が2人。両親はSCREEN modeの5thシングル「アンビバレンス」、8thシングル「ReasonLiving」のリリースイベントが横浜、海老名で開催された際に見に来ていた。母親はAIR-G'『SCREEN modeのStars Radio』に林本人が実家で録音した音声で出演したことがある。その後、林勇TUBE祭の東京公演の第一部で電話出演もされた。
音楽のルーツはSOULやR&B。好きなアーティストはMr.Children、久保田利伸など。
同事務所の谷山紀章や勝杏里と仲が良く、事務所の音楽ライブ「KENPROCK」ではユニットを組んでいた。勝とはロードバイクや筋トレ、ラーメンなどで趣味が一致していて、谷山とはSCREEN modeの3rdアルバム「With You」内の「ALIVE」でデュエットをしているなど公私共に関わりがある。後輩だと畠中祐とも交流があり、畠中は林勇Tube!!にゲストで出演したこともある。劇団ひまわり時代には同じレッスンを受けていた宮野真守と「宮野と林」というユニットを組み曲を制作し、劇団内の発表会で披露していた。宮野がSCREEN modeのアニバーサリーライブ配信を昼夜視聴していたことを後に林が生配信で語っていたり、林が宮野のライブに足を運ぶなど現在も交流がある。宮野は自身の書籍や媒体などで林の歌を絶賛している。

### 趣味・嗜好
趣味は麻婆豆腐作り。萬珍樓の香辣脆（シャンラーツィ）がおすすめ。自身のレシピで作って貰った麻婆豆腐を飲食可のファンクラブイベントでメニューとして販売した。麻婆豆腐の中でも四川の辛いものを好む。辛い物全般が好きで、激辛にしばし挑戦している。CoCo壱番屋のカレーは10辛を過去に完食した。
自身のユニットSCREEN modeの7thシングル「ROUGH DIAMONDS」のMV内でボクサーを演じる関係でキックボクシングを始め、一時期そのまま趣味になったが現在はしていない。
2017年頃からクロスバイクを購入し、2018年にはロードバイク（trek emoda）で1000km走行するようになる。目的はラーメン。自転車好きが高じて野島裕史のラジオ番組『サイクリスト・ステーション ツアー・オブ・ジャパン』にゲストとして出演した。それをきっかけに声優仲間と共に2019年9月に千葉県茂原で開催された第2回キャラクターエンデューロにチームで参加した。
現在は声優の勝杏里が経営しているジム、Project AK2などで定期的に筋トレをしており、2022年には1日トレーナーになったこともあった。
活動の1つでもあるYouTubeではエガちゃんねるや、おだんごめしめしchannnelが好きで後者はコラボも果たした。リアルイベントではYouTubeで『東京リベンジャーズ』の佐野万次郎のモノマネをしているガーリィレコードのイベントに出演も果たした。

## 出演
太字はメインキャラクター。

### テレビアニメ
2003年
- ウルトラマニアック（桐島由多）

2005年
- Get Ride! アムドライバー（ハンス・マイヤー）

2006年
- こてんこてんこ（サルA、桃太郎）

2007年
- おおきく振りかぶって（前川俊彦）

2009年
- スティッチ!（テツオ）

2011年
- TIGER & BUNNY（ボンベマン）
- ダンボール戦機（太一）

2012年
- エリアの騎士（藤堂慎太郎、鎌倉大学GK）
- ジョジョの奇妙な冒険（スモーキー・ブラウン）
- 遊☆戯☆王ZEXAL II（八咫烏）

2013年
- ちはやふる2（木下誠吾）

2014年
- ハイキュー!!（2014年 - 2020年、田中龍之介） - 5シリーズ / 2015年に総集編『終わりと始まり』『勝者と敗者』劇場上映
- LOVE STAGE!!（早乙女雅）

2015年
- 黒子のバスケ（荻原シゲヒロ）
- ルパン三世（デール）

2016年
- うしおととら（少年シャガクシャ）
- チア男子!!（遠野浩司）
- DAYS（猫谷陽助）
- 虹色デイズ（望月渉）
- ビッグオーダー（寸断殺人）
- 文豪ストレイドッグス（2016年 - 2023年、立原道造） - 5シリーズ
- モブサイコ100（枝野剛）

2018年
- 魔法少女 俺（ハッピーちゃん）
- BANANA FISH（エイブラハム・ドースン）
- ムヒョとロージーの魔法律相談事務所（2018年 - 2020年、ロージー / 草野次郎） - 2シリーズ
- クレヨンしんちゃん（青年）
- ドラえもん（テレビ朝日版第2期）（スタッフ）

2019年
- この世の果てで恋を唄う少女YU-NO（有馬たくや）
- 鬼滅の刃
- スター☆トゥインクルプリキュア（サンター星人）

2020年
- おしりたんてい（ウッキえもん）
- 恋とプロデューサー〜EVOL×LOVE〜（カンヤ）
- せいぜいがんばれ!魔法少女くるみ（2020年 - 2021年、鈴木キヨシ、モブA）
- ふしぎ駄菓子屋 銭天堂（綿貫悟）
- 呪術廻戦（2020年 - 2023年、猪野琢真） - 2シリーズ

2021年
- 文豪ストレイドッグス わん!（立原道造）
- ましろのおと（健）
- 東京リベンジャーズ（2021年 - 2023年、佐野万次郎） - 3シリーズ

2022年
- あはれ!名作くん（スペースファイター）
- 名探偵コナン（2022年 - 2025年、丹内太郎、森田敏樹）
- パズドラ（ゾローランド）
- メガトン級ムサシ（2022年 - 2023年、ベローア・ギデス）

2023年
- ヴィンランド・サガ（オルマル）
- 遊☆戯☆王ゴーラッシュ!!（2023年 - 2025年、竜宮トレモロ、竜宮不破厨）
- Paradox Live THE ANIMATION（神林匋平）
- 暴食のベルセルク（ジェイド・ストラトス）

2024年
- 治癒魔法の間違った使い方（ジョッシュ）
- 神之塔 -Tower of God-（エディン・ダン） - 2シリーズ

2025年
- ユア・フォルマ（ベンノ）
- まったく最近の探偵ときたら（林田）
- キミとアイドルプリキュア♪（ジョギ）
- ワンダンス（巧宇千）
- キングダム（干斗）

### 劇場アニメ
1990年代
- 平成狸合戦ぽんぽこ（1994年、兄）
- カッタ君物語（1995年、野村翔）
- MEMORIES「大砲の街」（1995年、少年）

2010年代
- 豪華3本立て!トミカ・プラレール映画まつり（2013年、車東次郎 / スーパートミカイザー）
- 劇場版 TIGER & BUNNY -The Rising-（2014年、ボンベマン）
- ハイキュー!! 終わりと始まり / 勝者と敗者（2015年、田中龍之介）

2020年代
- 劇場版 呪術廻戦 0（2021年、猪野琢真）
- 機動戦士ガンダム ククルス・ドアンの島（2022年、ダナン・ラシカ）
- 劇場版ハイキュー!! ゴミ捨て場の決戦（2024年、田中龍之介）

### OVA
- 爆走!トミカイザー（2013年、車東次郎 / スーパートミカイザー、幼稚園児、ヘリコプター隊、タロウ君）
- ハイキュー!!（2015年、田中龍之介） - コミックス第15巻アニメDVD付予約限定版
- 虹色デイズ（2016年、望月渉） - コミックス第13巻アニメDVD同梱版

### Webアニメ
- 雛蜂（2015年 - 、王何）
- せいぜいがんばれ!魔法少女くるみ（2017年 - 2020年、鈴木キヨシ[48]） - 3シリーズ
- ニクいよっ!カルビくん〜煙が目にしみる〜（2018年、ロースくん、ミノさん）
- おしえて北斎! -THE ANIMATION-（2021年、歌川国芳[49]）
- 陰陽師（2023年、朱雀門の鬼）

### ゲーム
1994年
- EMIT Vol.1 時の迷子（少年）

1999年
- Heart of Darkness（アンディ）

2005年
- キングダム ハーツII（ピーター・パン）

2007年
- 忌火起草（牧村弘樹）
- キングダム ハーツ Re:チェイン オブ メモリーズ（ピーター・パン）

2010年
- キングダム ハーツ バース バイ スリープ（ピーター・パン）

2011年
- ファイナルファンタジー零式（エンラ）

2012年
- 倭人異聞録 〜あさき、ゆめみし〜（クイラ）

2014年
- ハイキュー!! 繋げ!頂の景色!!（田中龍之介）

2015年
- 夢色キャスト（新堂カイト）
- 夢王国と眠れる100人の王子様（ヴィオ）

2016年
- グランドサマナーズ（幻影師ゼクス）
- スターオーシャン5 Integrity and Faithlessness（ケイサス）
- DYNAMIC CHORD feat.apple-polisher（諸星翼）
- ハイキュー!! Cross team match!（田中龍之介）
- ボーイフレンド（仮）きらめき☆ノート（冴刃シン）

2017年
- この世の果てで恋を唄う少女YU-NO（有馬たくや）
- Blackish House ←sideZ（紺之ミサキ）
- グラフィティスマッシュ（ラメール）
- 幻獣契約クリプトラクト（ユリアン）

2018年
- 夢間集（伏魔杖）
- 誰ガ為のアルケミスト（バド・クロウリー）
- 文豪とアルケミスト（岩野泡鳴）
- JUDGE EYES:死神の遺言（星野一生）

2020年
- キャプテン翼 RISE OF NEW CHAMPIONS（ムーサ・マリック・ジャロ）

2021年
- 共闘ことばRPG コトダマン（2021年 - 2023年、佐野万次郎、田中龍之介、立原道造）
- LOST JUDGMENT 裁かれざる記憶（星野一生）
- 東京放課後サモナーズ（サルタヒコ）
- 東京リベンジャーズ ぱずりべ！全国制覇への道（佐野万次郎）

2023年
- OCTOPATH TRAVELER II（剣士リツ）
- 妖怪ウォッチ ぷにぷに（佐野万次郎）
- ライブ・ア・ヒーロー!（ダンゾー、キロク）
- モンスターストライク（2023年 - 2024年、佐野万次郎、猪野琢真）
- ドラゴンクエストモンスターズ3 魔族の王子とエルフの旅（受付係〈エクサ・アリーナ〉）
- こんにちワン！ヒーロー（大天狗）

2024年
- アルゴナビス -キミが見たステージへ-（天王寺龍介）
- ゼンレスゾーンゼロ（ビリー・キッド）

2025年
- マリオカート ワールド
- ドンキーコング バナンザ（ヴォイドコング）

2026年
- デカポリス（チャン・チンホワ）

### ドラマCD
- 「Danza」PLUS「COPPERS」（ハウスマン）
- チア男子! Blu-ray&DVD vol.1・2 特装限定版特典 SPECIAL CD（遠野浩司）
- Paradox Live（神林匋平[71]）

### BLCD
- 純情ビッチ、ハツコイ系（京）
  - 暴走リーマン、ヘンタイ系（京）
- ROMEO（光陽）
  - ROMEO 2（光陽）
- 〜男子高校生、はじめての〜 第9弾 Kiss me plz,My IDOL（高階響己）
  - 〜男子高校生、はじめての〜 〜Summer vacation 2018〜（高階響己）
  - 〜男子高校生、はじめての〜3rd after Disc〜Dear〜（高階響己）
- 嫌いじゃないけど人間てコワイ（篠崎孝司）
- 慈と善（七森慈）

### 吹き替え

#### 担当俳優
ジェイソン・ドリー
- グッドラックチャーリー（PJ・ダンカン）
- グッドラック・チャーリー/ザ・ムービー（PJ・ダンカン）
- コーリー ホワイトハウスでチョー大変!（ニュート）
- スタジオDC:オールスター・ライブ
- タイムマシン大作戦（ヴァージル・フォックス）
- ハッチング・ピート（ピート・アイビー）
- ピート・ザ・チキン 僕は超人気セレブ!（ピート・アイビー）

シャイア・ラブーフ
- 穴/HOLES（スタンリー・イエルナッツ4世）
- おとぼけスティーブンス一家（ルイス・アンソニー・スティーブンス）
- ディスタービア（ケイル）
- ナイトメア・ルーム シーズン1 #2（ディラン・ピアース）
- ボビー（クーパー）
- マイ・ブラザー・エディ（エディ）

#### 映画
- 悪魔の棲む家（ビリー・ラッツ〈ジェシー・ジェームズ〉）
- 明日への地図を探して（ヘンリー〈ジャーメイン・ハリス〉）
- アルビンシリーズ（セオドア〈ジェシー・マッカートニー〉）
  - アルビン/歌うシマリス3兄弟
  - アルビン2 シマリス3兄弟 vs. 3姉妹
  - アルビン3 シマリスたちの大冒険
  - アルビン4 それいけ!シマリス大作戦
- E.T.（マイケル〈ロバート・マクノートン〉）※DVD及びNetflix版
- ヴィクター・フランケンシュタイン（フィネガン・ウェイランド〈フレディ・フォックス〉）
- ウェス・クレイヴンズ ザ・リッパー（アレックス・ダンケルマン〈ジョン・マガロ〉）
- ウェディング・バトル アウトな男たち
- ウォールフラワー（チャーリー〈ローガン・ラーマン〉）
- エリザベス:ゴールデン・エイジ（カール2世〈クリスチャン・ブラシントン〉）
- オーヴァーロード（ライル・ティベット〈ジョン・マガロ〉）※パラマウント・ピクチャーズ版
- オクジャ/okja（ジェイ〈ポール・ダノ〉）
- 想い出の微笑
- がんばれ!ベアーズ ニュー・シーズン（ジミー）
- きみがくれた未来（アリステア・ウーリー〈オーガスタス・プリュー〉）
- キンダガートン・コップ（ドミニク）※テレビ朝日版
- ゲスト（マット〈ジェシー・モス〉）
- 幸福のペンダント
- ゴールデン・チャイルド ※テレビ朝日版
- コートに賭ける奇跡
- ことの終わり ※テレビ朝日版
- 最強のふたり（アダマ〈シリル・マンディ〉）
- シャザム!（ビリー・バットソン〈アッシャー・エンジェル〉[72]）※ザ・シネマ版
- ジャスティン・ビーバー ネヴァー・セイ・ネヴァー（ジャスティン・ビーバー ）
- ジャックはしゃべれま1,000（アーロン〈クラーク・デューク〉）
- シャレード（ジャン＝ルイ）※日本テレビ版
- すてきな片想い ※海外盤BDのみ
- ステップ・アップ
- スピーシーズXX 寄生獣の誘惑（サム〈タイラー・ジョンストン〉）
- スマーフ（パン焼きスマーフ〈B・J・ノヴァク〉）
- セブンティーン・アゲイン（アレックス・オドネル〈スターリング・ナイト〉）
- そんなガキなら捨てちゃえば?（ルーズヴェルト〈トーマス・マン〉）
- ダニエル・ラドクリフの マイ・ボーイ・ジャック（ジャック・キップリング〈ダニエル・ラドクリフ〉）
- 探偵少女レクシー（ゲイブ）
- 蝶の舌
- トロール・ハンター（トマス）
- ノトーリアスB.I.G.（リル・シーズ〈マーク・ジョン・ジェフリーズ〉）
- パージ（チャーリー・サンディン〈マックス・バークホルダー〉）
- パーシー・ジャクソンとオリンポスの神々（グローバー・アンダーウッド〈ブランドン・T・ジャクソン〉）
- パーシー・ジャクソンとオリンポスの神々/魔の海（グローバー・アンダーウッド〈ブランドン・T・ジャクソン〉）
- 白銀に燃えて
- ファンタスティック4:ファースト・ステップ（ジョニー・ストーム / ヒューマン・トーチ〈ジョセフ・クイン〉[73]）
- +1［プラスワン］（テッド〈ローガン・ミラー〉）
- ベートーベン（テッド〈クリストファー・キャスティール〉）※日本テレビ版
- ホーム・アローン2（ケビン・マカリスター〈マコーレー・カルキン〉）※テレビ朝日版
- 吠えるチビ犬ちゃん（ロニー）
- ポルターガイスト（ロビー・フリーリング〈オリヴァー・ロビンズ〉）※テレビ朝日版
- マイ・ガール（トーマス・J・セネット〈マコーレー・カルキン〉）※テレビ朝日版
- マペットのクリスマス・キャロル（少年期のイヴニーザー・スクルージ）
- Mr.ゴールデン・ボール/ 史上最低の盗作ウォーズ（ベンジャミン〈マイケル・アンガラノ〉）
- 南アフリカから来た友達
- ミフネ（ビアーケ〈エミル・ターディング〉）
- メタル・トルネード（ニック）
- 屋根裏のエイリアン（スパークス[74]）
- リトル・ゴースト オバケの時計とフクロウ城の秘密（リトル・ゴースト〈アンナ・タールバッハ〉）
- リトル・ジャイアンツ
- リトル・ヒーロー（オムリ）
- 路上のソリスト（ナサニエル少年時代）
- ロック・ミー・ハムレット!（ビタミンJ）

#### ドラマ
- iCarly #80 - #90,#94 - #109（ギビー・ギブソン〈ノア・マンク〉）
- ER緊急救命室 シーズン12 #15,#16（ホゼ・ロドリゲス〈ジェイコブ・ウルティア〉）
- ER緊急救命室 シーズン15（アレックス・タガート〈ドミニク・ジェーンズ〉）
- WITHOUT A TRACE/FBI 失踪者を追え!　シーズン1 #8「ツメをかむ少年」（ウィリアム〈デンプシー・パッピオン〉）
- ウィンクス・サーガ: 宿命（リヴィン〈フレディ・ソープ〉）
- X-ファイル シーズン1 #8「奇跡の人」 ※テレビ朝日版
- エレメンタリー ホームズ&ワトソン in NY シーズン1 #3「消えた誘拐犯」（アダム・ケンパー〈ジョニー・シモンズ〉）
- 王女の男（スン〈クォン・ヒョンサン〉）
- キャッスル 〜ミステリー作家は事件がお好き シーズン1 #4 「沈んだ浴槽」（アダム）
- 救命医ハンク セレブ診療ファイル シーズン1 #1,#2,#6,#10、シーズン2 #6（タッカー・ブライアント〈エズラ・ミラー〉）
- クリミナル・マインド FBI行動分析課 シーズン6 #5 「安全地帯」（ジェレミー・セイヤー〈スターリング・ボーマン〉）
- クリミナル・マインド 特命捜査班レッドセル #5「時限爆弾」（ショーン・ミークス〈クリス・シェフィールド〉）
- GRIMM/グリム シーズン2 #8「別の顔」（ピアース〈ローガン・ミラー〉）
- クローザー シーズン2 #3「絡みすぎた糸」
- ゲットダウン（ララ・キプリング〈スカイラン・ブルックス〉）
- コールドケース 迷宮事件簿
- サム・アセンブリー ティーンエイジャーCEO
- サム&キャット（ギビー・ギブソン〈ノア・マンク〉）
- CSI:NY
- CSI:マイアミ
  - シーズン5 #1「リオの決闘」
  - シーズン6 #19「モルグに別れを」
  - シーズン10 #13「100人の我が子」（スコット〈グラント・ガスティン〉/ トレント〈グラント・ガスティン〉）
- スーパーナチュラル シーズン7 - 9、11、13、15（ケビン・トラン〈オスリック・チャウ〉）
- 大草原の小さな家（ジョニー〈ミッチ・ボーゲル〉）
- ディフェンダーズ 闘う弁護士
- ドレイク&ジョシュ
- トワイライト・ゾーン シーズン2 #8 「小さな町」（エミリオ〈アンドリュー・アルバレス〉）
- ハイ・ライフ（ダンク〈レッド・クリス〉）
- プッシング・デイジー 恋するパイメーカー シーズン2 （スコット / ラルストン）
- BONES
  - シーズン6 #7「チョコレート殺人事件」（スコット〈フレデリック・コラー〉）
  - シーズン8 #9「魂の宿る骨」（ショーン〈ジャスティン・ジェームス・ヒューズ〉 / コリン〈キャメロン・ディファリア〉）
- 名探偵モンク シーズン5 #5「恋のレッスン」（ティム）
- メンタリスト シーズン1 #22「血の結束」（エリオット〈キャメロン・モーガン〉）
- ヤング・スーパーマン（ピート〈サム・ジョーンズ3世〉）
- ラッシュアワー シーズン1 #6「調理の達人」
- ランナウェイズ（アレックス・ワイルダー〈レンジー・フェリズ〉）
- ロング・ナイト 沈黙的真相（ユエ・ジュン / 茶髪〈ハン・シュオ〉[75]）

#### アニメ
- アイス・エイジ バックの大冒険（オーソン）
- ウッディー・ウッドペッカー（ウッディー・ウッドペッカー）
- おさるのジョージ5/めざせカウボーイ（エメット）
- キャスパー（キャスパー）※オリジナルアニメ版
- くまのプーさん各作品（クリストファー・ロビン） - 2代目声優
  - 新くまのプーさん
- サウスパーク（カイル・ブロフロフスキー）※FOX版
- サハラ（ピット）
- サンタを救え! クリスマス大作戦（バーナード）
- シュガー・ラッシュ（ゲーマー少年）
- シュレック3（ゲーリー）
- スティーブン・ユニバース（スティーブン[76]）
- ソーセージ・パーティー（バリー）
- タイニー・トゥーンズのハチャメチャ学園（プラッキー・ダック[77]）
- バード・ストーリー（カイ）
- BIONICLE-マスク・オブ・ライト-ザ・ムービー（ジャラ）
- ハウス・オブ・マウス（ピーター・パン）
- バンビ（バンビ〈幼少期〉）[78]
- ピーター・パン2 ネバーランドの秘密（ピーター・パン）
- ピーナッツ ※日吉孝明版
- ピクシー・ホロウ・ゲームズ 妖精たちの祭典
- プレーンズ（フランツ）
- ヘラクレス（男子学生）
- 放課後エージェント!オーサム（レスター）
- ミッキーのマジカル・クリスマス（ピーター・パン） ※ミッキーのマジカルクリスマス 雪の日のゆかいなパーティーに収録
- ヨギ & ブーブー わんぱく大作戦（ブーブー）
- ライオン・キング3 ハクナ・マタタ（ピーター・パン）
- リトル・マーメイド（フランダー）
- リトル・マーメイドII Return to The Sea（ハンサムボーイ）
- ロバと少年（少年）
- レゴ・フレンズ（マシュー / ウォーリー） ※テレビ東京版
- 101匹わんちゃんストリート（2019年、ディラン[79]）
- ウィッシュ[80]

### 特撮
- 爆上戦隊ブンブンジャー（2024年、アコギグルマーの声[81]）

### デジタルコミック
- 悪役令嬢は嫌われ貴族に恋をする（2021年、レン[82]）
- デブとラブと過ちと!（2022年、茂森）

### ラジオ
※はインターネット配信。
- SCREEN mode 魂（2015年 - 2020年、ランティスウェブラジオ※→LINE LIVE※）[83]
- SCREEN modeのStars Radio（2017年 - 、AIR-G' FM北海道 80.4）[84]
- 声優NOTE（2018年4月〜6月MC、2019年10月マンスリーゲストJFN系列）[85]
- SCREEN mode スタジオライブ「スクうた」（2020年 - 、ニコニコ生放送※）
- 林勇の勇やっちゃいなよ!!（2020年 - 、ニコニコ生放送※）
- ムヒョとロージーの魔法律相談事務所 〜ムヒョロジラジオ〜（2020年、音泉※）[86]
- SCREEN mode 勇-YOU-の"YOUmode" （2022年4月 - 、bayfm）[87]

### テレビ番組
- アニメマシテ（テレビ東京：2015年11月23日、2015年11月30日）[88][89]
- ミュ〜コミ+プラスTV（BSスカパー :2018年7月26日、8月23日）[90][91]
- アニマックス開局20周年特別番組 週刊少年ジャンプ お宝アニメスペシャル（アニマックス : 2018年7月29日）[92]
- TVアニメ「ムヒョロジ」徹底解説辞典〜ようこそ、魔法律の世界へ〜（アニマックス 2018年9月2日）[93]
- TVアニメ「ムヒョとロージーの魔法律相談事務所」内ムヒョロジ通信（アニマックス：第4条、11条、12条）[94][95][96]
- 踊る!さんま御殿!!（日本テレビ：2021年11月23日）[97]
- 生放送で満点出せるか100点カラオケ音楽祭（TBS：2022年1月15日）[98]
- 題名のない音楽会（テレビ朝日：2021年12月25日、2022年3月）[99]
- ニンゲン観察バラエティ モニタリング（TBS：2022年4月7日）

### テレビドラマ
- ドラマスペシャル TEAM3
- デパート!秋物語

### 映像作品
- TAKE ME TO THE CHIVER〜谷山紀章のロックな休日〜[100]
- 夢色キャスト DREAM☆SHOW 2017 LIVE[101]
- TAKE ME TO THE OH!ITA〜谷山紀章のロックな休日〜[102]
- Paradox Live Dope Show-2021.3.20 LINE CUBE SHIBUYA-[103]

### ミュージカル
- 家なき子（2006年2月17日 - 2月21日 / 東京芸術劇場） - 警察官役

### 朗読劇
- READPIA リーディックシアター「トリカゴ」（2024年1月13日・14日、品川プリンスホテル クラブeX） - アリストファネス 役[104]
- テンダープロプロデュース 朗読劇「遠き夏の日2025」（2025年8月23日〈予定〉、赤坂RED/THEATER）[105][106]

### ボイスオーバー
- ティム・ガンのファッションチェック
- 地球ドラマチック 10代 成長の秘密 〜子どもはどうやって大人になるのか〜 （ジェイミー・エドワーズ）

### Web配信
- 夢色キャスト 出張公演
  - スペシャル公演：第1回、第4回、第6回、第8回、第19回 - ゲスト
  - 第20回〜第26回（全10回予定） - MC

### その他のコンテンツ
- サンリオキャラクター ｢フラガリアメモリーズ｣ (メロルド[107])

## ディスコグラフィ

### キャラクターソング
| 発売日   | 商品名                                                                     | 歌 | 楽曲 | 備考                                                           |
| 2016年   | 2016年                                                                     | 2016年 | 2016年 | 2016年                                                         |
| -------- | -------------------------------------------------------------------------- | --- | --- | -------------------------------------------------------------- |
| 3月23日  | 夢色キャスト Vocal Collection 〜WELCOME TO THE SHOW!!〜                    | 朝日奈響也（逢坂良太）、藤村伊織（花江夏樹）、橘蒼星（豊永利行）、桜木陽向（上村祐翔）、新堂カイト（林勇）、雨宮仁（小野友樹）、城ヶ崎昴（畠中祐） | 「CALL HEAVEN!!」 | ゲーム『夢色キャスト』挿入歌                                   |
| 3月23日  | 夢色キャスト Vocal Collection 〜WELCOME TO THE SHOW!!〜                    | 雨宮仁（小野友樹）、藤村伊織（花江夏樹）、新堂カイト（林勇）                                                                                       | 「SECOND INNOCENCE」 | ゲーム『夢色キャスト』挿入歌                                   |
| 3月23日  | 夢色キャスト Vocal Collection 〜WELCOME TO THE SHOW!!〜                    | 朝日奈響也（逢坂良太）、藤村伊織（花江夏樹）、新堂カイト（林勇）                                                                                   | 「月光ロード」 | ゲーム『夢色キャスト』挿入歌                                   |
| 8月17日  | LIMIT BREAKERS                                                             | BREAKERS | 「LIMIT BREAKERS」 | テレビアニメ『チア男子!!』エンディングテーマ                   |
| 10月26日 | 夢色キャスト ボーカルミニアルバム Birthday Collection                      | 新堂カイト（林勇） | 「PASSION LASER BEAM」 | ゲーム『夢色キャスト』関連曲                                   |
| 11月16日 | チア男子!! キャラクターソングミニアルバム                                  | 遠野浩司（林勇） with 溝口渉（杉田智和） | 「青春ワンダー！」 | テレビアニメ『チア男子!!』関連曲                               |
| 11月25日 | チア男子!! 第3巻特装限定版特典 SPECIAL CD                                  | 徳川翔（小野友樹）、溝口渉（杉田智和）、遠野浩司（林勇）                                                                                           | 「PRICELESS DAYS」 | テレビアニメ『チア男子!!』関連曲                               |
| 11月30日 | 夢色キャスト Vocal Collection2 〜DEPARTURE TO THE NEW WORLD〜              | 藤村伊織（花江夏樹）、新堂カイト（林勇） | 「世界は恋とSweets&kiss」 | ゲーム『夢色キャスト』関連曲                                   |
| 11月30日 | 夢色キャスト Vocal Collection2 〜DEPARTURE TO THE NEW WORLD〜              | 朝日奈響也（逢坂良太）、藤村伊織（花江夏樹）、橘蒼星（豊永利行）、桜木陽向（上村祐翔）、新堂カイト（林勇）、雨宮仁（小野友樹）、城ヶ崎昴（畠中祐） | 「Sunshine world tour」 | ゲーム『夢色キャスト』関連曲                                   |
| 2017年   |                                                                            | | |                                                                |
| 7月12日  | 夢色キャスト Vocal Collection 3 〜A Chance to Make Progress〜              | 朝日奈響也（逢坂良太）、新堂カイト（林勇） | 「世界に抱かれ滅びる前に」 | ゲーム『夢色キャスト』関連曲                                   |
| 7月12日  | 夢色キャスト Vocal Collection 3 〜A Chance to Make Progress〜              | 朝日奈響也（逢坂良太）、藤村伊織（花江夏樹）、橘蒼星（豊永利行）、桜木陽向（上村祐翔）、新堂カイト（林勇）、雨宮仁（小野友樹）、城ヶ崎昴（畠中祐） | 「NEVER END STORIES」 | ゲーム『夢色キャスト』関連曲                                   |
| 7月12日  | 夢色キャスト Vocal Collection 3 〜A Chance to Make Progress〜              | 新堂カイト（林勇）、城ヶ崎昴（畠中祐） | 「ファイナルアプローチ」 | ゲーム『夢色キャスト』関連曲                                   |
| 7月12日  | 夢色キャスト Vocal Collection 3 〜A Chance to Make Progress〜              | 新堂カイト（林勇） | 「神々の戦宴」 | ゲーム『夢色キャスト』関連曲                                   |
| 7月12日  | 夢色キャスト Vocal Collection 3 〜A Chance to Make Progress〜              | 桜木陽向（上村祐翔）、新堂カイト（林勇）、雨宮仁（小野友樹）                                                                                       | 「人々よ彼方への道よ」 | ゲーム『夢色キャスト』関連曲                                   |
| 9月27日  | ボーイフレンド（仮） プロジェクト ミュージックアルバム 星蘭学院            | 冴刃シン（林勇） | 「wanna be」 | ゲーム『ボーイフレンド（仮） きらめき☆ノート』関連曲           |
| 9月27日  | ボーイフレンド（仮） プロジェクト ミュージックアルバム 星蘭学院            | 星蘭学院 | 「☆ Make Your Stage」 | ゲーム『ボーイフレンド（仮） きらめき☆ノート』関連曲           |
| 11月29日 | 夢色キャスト 聖夜のラブレター Song Collection 〜最後のロンリークリスマス〜 | 新堂カイト（林勇） | 「最後のロンリー・クリスマス」                                                                                                   | ゲーム『夢色キャスト』関連曲                                   |
| 2018年   |                                                                            | | |                                                                |
| 6月27日  | 俺ジナルソングス                                                           | ココロちゃん（一条和矢）、ハッピーちゃん（林勇）                                                                                                   | 「ファンシー☆ファンキー☆ブルース」                                                                                               | テレビアニメ『魔法少女 俺』関連曲                              |
| 2019年   |                                                                            | | |                                                                |
| 3月27日  | 夢色キャスト Vocal Collection 4〜Dreaming of Next Stage〜                  | 朝日奈響也（逢坂良太）、桜木陽向（上村祐翔）、新堂カイト（林勇）                                                                                   | 「Melancholic Legacy」 | ゲーム『夢色キャスト』関連曲                                   |
| 3月27日  | 夢色キャスト Vocal Collection 4〜Dreaming of Next Stage〜                  | 朝日奈響也（逢坂良太）、藤村伊織（花江夏樹）、橘蒼星（豊永利行）、桜木陽向（上村祐翔）、新堂カイト（林勇）、雨宮仁（小野友樹）、城ヶ崎昴（畠中祐） | 「悲劇の炎」 | ゲーム『夢色キャスト』関連曲                                   |
| 4月10日  | せいぜいがんばれ！魔法少女くるみ 超主題歌集                                | 鈴木キヨシ（林勇）、高橋イサム（羽多野渉）、佐藤シゲル（寺島拓篤）                                                                                 | 「私立笑顔ヶ丘中学校 校歌」 「美少女魔法少女恐竜天使戦士応援歌」 「おいでよ笑顔ヶ丘市 〜笑顔ヶ丘市に古くから伝わるわらべうた〜」 | Webアニメ『せいぜいがんばれ!魔法少女くるみ』エンディングテーマ |
| 4月10日  | せいぜいがんばれ！魔法少女くるみ 超主題歌集                                | 鈴木キヨシ（林勇）、高橋イサム（羽多野渉）、佐藤シゲル（寺島拓篤）、デビるん（松本慶祐）                                                           | 「美少女魔法少女恐竜天使戦士とぼく」                                                                                             | Webアニメ『せいぜいがんばれ!魔法少女くるみ』エンディングテーマ |
| 2020年   |                                                                            | | |                                                                |
| 2月12日  | Paradox Live Opening Show                                                  | The Cat's Whiskers | 「MASTER OF MUSIC」 | キャラクターCD『Paradox Live』関連曲                           |
| 5月8日   | Paradox Live Stage Battle "JUSTICE"                                        | The Cat's Whiskers | 「Faith」 | キャラクターCD『Paradox Live』関連曲                           |
| 7月29日  | Paradox Live Stage Battle "PRIDE"                                          | The Cat's Whiskers | 「4 REAL」 | キャラクターCD『Paradox Live』関連曲                           |
| 11月25日 | Paradox Live Exhibition Show                                               | The Cat's Whiskers | 「Life Is Beautiful」 | キャラクターCD『Paradox Live』関連曲                           |
| 11月25日 | Paradox Live Exhibition Show -The Cat's Whiskers-                          | The Cat's Whiskers feat. ミッチェル和馬 | 「My Sweetest Love」 | キャラクターCD『Paradox Live』関連曲                           |
| 12月25日 | 幕末Rock虚魂 ドラマCD 第1幕・第2幕連動購入特典超絶特典CD「黄泉歌聖」       | 黄泉歌聖 | 「Into The Afterworld」 | ドラマCD『幕末Rock虚魂』関連曲                                 |
| 2021年   |                                                                            | | |                                                                |
| 1月27日  | Paradox Live Stage Battle "LOVE"                                           | The Cat's Whiskers | 「Mercy On Me」 | キャラクターCD『Paradox Live』関連曲                           |
| 3月31日  | Paradox Live 1st album "TRAP"                                              | The Cat's Whiskers | 「One Shot One Kill」 | キャラクターCD『Paradox Live』関連曲                           |
| 3月31日  | Paradox Live 1st album "TRAP"                                              | BAE、The Cat's Whiskers、cozmez、悪漢奴等 | 「Rap Guerrilla -Paradox Live All ARTISTS-」                                                                                     | キャラクターCD『Paradox Live』関連曲                           |
| 7月21日  | 東京リベンジャーズ EP01                                                    | 佐野万次郎（林勇） | 「六幻」 | テレビアニメ『東京リベンジャーズ』関連曲                       |
| 9月29日  | Paradox Live Shuffle Team Show vol.1                                       | New&Classic | 「New&Classic」 | キャラクターCD『Paradox Live』関連曲                           |
| 10月27日 | Paradox Live Shuffle Team Show vol.2                                       | Double Trouble | 「Double Trouble」 | キャラクターCD『Paradox Live』関連曲                           |
| 2022年   |                                                                            | | |                                                                |
| 3月30日  | Paradox Live Opening Show-Road to Legend-                                  | The Cat's Whiskers | 「Ride Out」 | キャラクターCD『Paradox Live』関連曲                           |
| 7月27日  | Paradox Live -Road to Legend- Round1 “FATE"                                | The Cat's Whiskers | 「Shooting Arrows」 | キャラクターCD『Paradox Live』関連曲                           |
| 2023年   |                                                                            | | |                                                                |
| 4月26日  | Paradox Live -Road to Legend- Round2 “WILL"                                | The Cat's Whiskers | 「No Matter What」 | キャラクターCD『Paradox Live』関連曲                           |
| 2024年   |                                                                            | | |                                                                |
| 3月27日  | Paradox Live 3rd album "ANTHEM"                                            | The Cat's Whiskers | 「Get It Back」 | キャラクターCD『Paradox Live』関連曲                           |
| 4月10日  | キミが見たステージへ                                                       | from ARGONAVIS（七星 蓮×旭 那由多×FELIX×神ノ島風太×宇治川紫夕×二条 遥×淀川麟太郎×天王寺龍介）                                                      | キミが見たステージへ | キャラクターCD『from ARGONAVIS』関連曲                         |
| 4月10日  | キミが見たステージへ                                                       | ST//RAYRIDE | STRAYDASH//STARTDASH | キャラクターCD『from ARGONAVIS』関連曲                         |

### その他参加作品
| 発売日        | 商品名                                                                        | 歌   | 楽曲         | 備考                               |
| ------------- | ----------------------------------------------------------------------------- | ---- | ------------ | ---------------------------------- |
| 2022年7月27日 | [Re:collection] HIT SONG cover series feat.voice actors 〜00's-10's EDITION〜 | 林勇 | 「全力少年」 |                                    |
| 2022年9月21日 | CrosSing Collection vol.1                                                     | 林勇 | 「逆夢」     | 『CrosSing - Music＆Voice-』関連曲 |

### シリーズ一覧
1. ↑  第1期（2014年）、第2期『セカンドシーズン』（2015年 - 2016年）、第3期『烏野高校 VS 白鳥沢学園高校』（2016年）、第4期『TO THE TOP』第1クール（2020年）、第4期『TO THE TOP』第2クール（2020年）
2. ↑  第1シーズン（2016年）、第2シーズン（2016年）、第3シーズン（2019年）、第4シーズン（2023年）、第5シーズン（2023年）
3. ↑  第1期（2018年）、第2期（2020年）
4. ↑  第1期（2020年）、第2期『懐玉・玉折/渋谷事変』（2023年）
5. ↑  第1期（2021年）、第2期『聖夜決戦編』（2023年）、第3期『天竺編』（2023年）
6. ↑  第2期『王子の帰還』（2024年）、第2期『工房戦』（2024年）

### 初出話一覧
1. 1 2  第1060話初出
2. ↑  第1036話初出
3. 1 2  第2話初出
4. 1 2  第143話初出
5. ↑  第52話初出
6. ↑  第1話初出
7. ↑  第9話初出
8. ↑  第8話初出
9. 1 2  第5話初出
10. ↑  第25話初出

### ユニットメンバー
1. ↑  坂東晴希（米内佑希）、橋本一馬（岡本信彦）、徳川翔（小野友樹）、溝口渉（杉田智和）、遠野浩司（林勇）、鈴木総一郎（桑野晃輔）、長谷川弦（小西克幸）
2. ↑  戌亥幸太朗（武内駿輔）、神凪統（置鮎龍太郎）、城戸戦治（増田俊樹）、冴刃シン（林勇）、野宮一期（山下大輝）
3. 1 2 3 4 5 6 7 8  西門直明（竹内良太）、神林匋平（林勇）、棗リュウ（花江夏樹）、闇堂四季（寺島惇太）
4. ↑  久坂玄機（速水奨）、柿本人麻呂（堀江瞬）、在原業平（林勇）、和泉式部（佐々木李子）、藤原定家（寺島惇太）
5. ↑  朱雀野アレン（梶原岳人）、燕夏準（村瀬歩）、アン・フォークナー（96猫）
6. ↑  矢戸乃上珂波汰（小林裕介）、矢戸乃上那由汰（豊永利行）
7. ↑  翠石依織（近藤孝行）、雅邦善（志麻）、征木北斎（土岐隼一）、円山玲央（矢野奨吾）、伊藤紗月（畠中祐）
8. ↑  朱雀野アレン（梶原岳人）、燕夏準（村瀬歩）、西門直明（竹内良太）、神林匋平（林勇）
9. ↑  神林匋平（林勇）、翠石依織（近藤孝行）